# Platymantis taylori
Platymantis taylori är en groddjursart som beskrevs av Brown, Alcala och Arvin Diesmos 1999. Platymantis taylori ingår i släktet Platymantis och familjen Ceratobatrachidae. IUCN kategoriserar arten globalt som starkt hotad. Inga underarter finns listade i Catalogue of Life.